# Phaonia perdita
Phaonia perdita este o specie de muște din genul Phaonia, familia Muscidae. A fost descrisă pentru prima dată de Johann Wilhelm Meigen în anul 1830. Conform Catalogue of Life specia Phaonia perdita nu are subspecii cunoscute.